# Governor Knowles State Forest
Der Governor Knowles State Forest ist ein geschützter Wald im Nordwesten des US-Bundesstaates Wisconsin und erstreckt sich etwa 90 km entlang des St. Croix River. Seine Fläche beträgt etwa 80 km² und liegt innerhalb der Countys Burnett und Polk. Ursprünglich war der Name des State Forests St. Croix River State Forest, wurde jedoch 1981 zu Ehren des 37. Gouverneurs von Wisconsin, Warren P. Knowles, umbenannt.